# ماکوتو میمورا
ماکوتو میمورا (انگلیسی: Makoto Mimura؛ زادهٔ ۳۰ مارس ۱۹۸۹) بازیکن فوتبال اهل ژاپن است.